# Contessa Entellina Ansonica
Le Contessa Entellina Ansonica est un vin blanc de la région Sicile doté d'une appellation DOC depuis le 2 août 1993. Seuls ont droit à la DOC les vins récoltés à l'intérieur de l'aire de production définie par le décret. Les vignobles autorisés se situent en province de Palerme dans la commune de Contessa Entellina.
Voir aussi l’article Contessa Entellina Ansonica vendemmia tardiva.

## Caractéristiques organoleptiques
- couleur: jaune paille plus ou moins
- odeur : caractéristique, assez fruité, délicat
- saveur: sec, plein, harmonique

Le Contessa Entellina Ansonica se déguste à une température de 10 à 12 °C et il se boit jeune.

## Production
Province, saison, volume en hectolitres :
- pas de données disponibles